# John G. Lenic
John G. Lenic, né le 11 octobre 1974 à New Westminster en Colombie-Britannique, est un producteur de télévision canadien.

## Filmographie
- Deceived by Trust : A Moment of Truth Movie (1995, TV, producteur assistant)
- Expert Witness (1996, producteur)
- Justice for Annie : A Moment of Truth Movie (1996, TV, producteur assistant)
- When Friendship Kills (1996, TV, producteur assistant)
- La Mémoire endormie (1996, TV, producteur assistant)
- Abduction of Innocence (1996, TV, producteur assistant)
- Soupçons sur un champion (1996, TV, producteur assistant)
- La fugue (1997, TV, producteur assistant)
- Nobody Lives Forever (1998, TV, producteur assistant)
- Mon Beauf, ma Sœur et Moi (2007,producteur)
- Stargate SG-1 (2004-2007, TV, producteur)
- Stargate Atlantis (2007-2008, TV, producteur)
- Stargate : L'Arche de vérité (2008, producteur)
- Stargate : Continuum (2008, producteur)